# GP SEB Tartu
De GP SEB Tartu is een voormalige eendagswielerwedstrijd die werd verreden rond de stad Tartu in Estland. De wedstrijd werd in 2001 gelanceerd onder de naam Tartu Tänavasõit (= Wegwedstrijd van Tartu), in 2003 werd dat Ühispanga Tartu Tänavasõit, in 2004 Ühispanga Tartu GP en van 2005 tot 2007 SEB Eesti Ühispank Tartu GP. Sinds 2005 maakte hij deel uit van de UCI Europe Tour in de categorie 1.1. Hij maakte samen met de GP van Tallinn-Tartu deel uit van het Estonian Cycling Weekend.
De wedstrijd heette naar de geldschieter SEB Eesti Ühispank, een van de grootste banken van Estland, die tot het Zweedse concern Skandinaviska Enskilda Banken behoort.

## Lijst van winnaars

### Meervoudige winnaars
| Overwinningen | Renner        | Land    | Jaren      |
| ------------- | ------------- | ------- | ---------- |
| 3             | Jaan Kirsipuu | Estland | 2002, 2003 |

### Overwinningen per land
| Overwinningen | Land                                              |
| ------------- | ------------------------------------------------- |
| 6             | Estland                                           |
| 2             | Polen                                             |
| 1             | Duitsland, Frankrijk , Ierland, Letland, Litouwen |